# Versiegelung (Religion)
|  | Dieser Artikel wurde aufgrund von akuten inhaltlichen oder formalen Mängeln auf der Qualitätssicherungsseite des Portals Christentum eingetragen. Bitte hilf mit, die Mängel dieses Artikels zu beseitigen, und beteilige dich bitte an der Diskussion. |

Der Begriff Versiegelung (auch Heilige Versiegelung, Geistestaufe oder Heilige Salbung) ist ein biblischer Begriff, mit dem an verschiedenen Stellen des Neuen Testaments die „Ausgießung“ bzw. das „Wirken“ des Heiligen Geistes bezeichnet wird, unter anderem in Eph 1,13 : 

„Durch ihn (Jesus Christus) […] habt ihr das Siegel des verheißenen Heiligen Geistes empfangen, als ihr den Glauben annahmt.“

Des Weiteren wird die Versiegelung in verschiedenen apostolischen Gemeinschaften als ein Sakrament angesehen. Darunter wird die Handauflegung und die damit verbundene Vermittlung des Heiligen Geistes durch eine kirchliche Amtsperson verstanden.

## Versiegelung als Sakrament

### Katholisch-apostolische Gemeinden
Schon in den katholisch-apostolischen Gemeinden wurde ab 1847 eine apostolische Handauflegung praktiziert. Sie sollte die Empfänger für das Wirken des Heiligen Geistes öffnen und die Geistesgaben in den Gemeinden stärken. Diese Handlung war aus Sicht mancher den Aposteln vorbehalten.
Die neuen apostolischen Bewegungen, die ab 1863 aus den katholisch-apostolischen Gemeinden entstanden, übernahmen zum großen Teil diese Handlung.

### Neuapostolische Kirche
Die Neuapostolische Kirche praktiziert die Heilige Versiegelung als drittes Sakrament neben Taufe und Abendmahl. Das katholisch-apostolische Verständnis wurde jedoch abgewandelt. In der NAK gilt die Versiegelung als Geistestaufe bzw. Taufe mit Heiligem Geist. Erst durch das Zusammenwirken der Wassertaufe mit der Versiegelung, die durch einen Apostel unter Gebet und Handauflegung geschieht, wird ein Gläubiger „wiedergeboren“ und zu einem „Gotteskind“ und Mitglied der Kirche.
In der Versiegelung geschieht die Übermittlung der Gaben des Heiligen Geistes; sie wird auch an Kindern vollzogen.
Im Neuapostolischen Glaubensbekenntnis heißt es zur Versiegelung:

„Ich glaube, dass die mit Wasser Getauften durch einen Apostel die Gabe des Heiligen Geistes empfangen müssen, um die Gotteskindschaft und die Voraussetzungen zur Erstlingsschaft zu erlangen.“

Noch bis 1951 galt, dass durch die Heilige Versiegelung auch die Gaben des Heiligen Geistes lebendig gemacht würden. Eine „Wiedergeburt aus Wasser und Geist“ bzw. nach heutigem Duktus die „Gotteskindschaft“ wurde damals noch nicht mit der Versiegelung in Verbindung gebracht.

### Andere apostolische Gemeinschaften
Auch andere apostolische Gemeinschaften kennen die Handlung einer Versiegelung. Bei der Vereinigung Apostolischer Gemeinden wird sie allerdings als „Feier des Heiligen Geistes“ verstanden. Sie wird frühestens mit 14 Jahren vollzogen und ist nicht mehr an das Apostelamt gebunden. Das Verständnis orientiert sich an der römisch-katholischen Firmung und der evangelischen Konfirmation.

## Ergänzungen und Einzelnachweise
1. ↑  Erläuterungen siehe: Erläuterungen zu den zehn Artikeln des neuapostolischen Glaubensbekenntnisses
2. ↑  Neuapostolische Kirche International: Abschnitt 8.3.9 Auswirkungen der Heiligen Versiegelung. In: Katechismus der Neuapostolischen Kirche. 2013, abgerufen am 4. Juli 2019.
3. ↑  Hannes Braito: DAS GLAUBENSBEKENNTNIS DER NEUAPOSTOLISCHEN KIRCHE Eine Synopse der Fassungen von 1912, 1938, 1951, 1992 und 2010. 2011, abgerufen am 4. Juli 2019.